# Convenção de Música e Arte
Inicialmente batizado Convenção de Música e Arte, também conhecido como Festival CoMA, é um festival de música alternativa que acontece anualmente no Eixo Monumental, em Brasília. Criado pelas produtoras brasilienses Rockin'Hood, Central de Projetos e Influenza Produções, o festival foi realizado pela primeira vez em 2017.
O festival dedica 50 porcento da programação do festival para bandas oriundas de Brasília, com o intuito de dar espaço para bandas brasilienses de menor expressão. Os outros 50 porcento são destinados a bandas e cantores com maior expressão dentro da música nacional. Artistas como Far From Alaska, Supercombo, Plutão Já Foi Planeta, Lenine, Emicida, Elza Soares, Clarice Falcão e a Scalene já se apresentaram no festival.

## Programação

### 2018
A 2.ª edição do festival ocorreu no Eixo Monumental, nos dias 11 e 12 de agosto de 2018. Entre as principais atrações estão Céu, Elza Soares, Chico César, Mundo Livre S/A, Supercombo, Plutão Já Foi Planeta e Vanguart. 
Em parceria com a Rede Globo, foi realizado como parte do evento a final do Brasília Independente 2018. O evento foi realizado no dia 10 de agosto de 2018 no Clube do Choro.